# Água Fria

Água Fria este un oraș în statul Bahia (BA) din Brazilia.